# Súdovce
Súdovce (njem. Sudowatz, mađ. Szúd) je naselje u Banskobistričkom kraju u središnjoj Slovačkoj. Nalazi se u okrugu Krupina.

## Stanovništvo
| Godina:     | 1994. | 2004.   | 2014.   | 2024.   |
| ----------- | ----- | ------- | ------- | ------- |
| Broj ljudi: | 210   | 205     | 219     | 210     |
| Razlika:    |       | −2,38 % | +6,82 % | −4,10 % |

| Godina:     | 2023. | 2024. |
| ----------- | ----- | ----- |
| Broj ljudi: | 210   | 210   |
| Razlika:    |       | +0 %  |

Po popisu stanovništva iz 2001. grad je imao 211 stanovnika. Po procjeni stanovništva iz 2007. godine Súdovce su imale 206 stanovnika.

### Nacionalna struktura
- 87,68% Slovaci,
- 11,85%  Romi,
- 0,47%  Česi.

- Prema vjeroispovijesti 80,57% su rimokatolici, 13,27% luterani i 5,69% ateisti.[6]

### Ostali projekti
|  | Zajednički poslužitelj ima još gradiva o temi Súdovce |

## Vanjske poveznice
- Službena stranica (sl.)
- www.e-obce.sk  Arhivirana inačica izvorne stranice od 7. lipnja 2013. (Wayback Machine) (sl.)